# Nicomia jucunda
Nicomia jucunda är en insektsart som beskrevs av Albertson. Nicomia jucunda ingår i släktet Nicomia och familjen hornstritar. Inga underarter finns listade i Catalogue of Life.